# Grande Prêmio da África do Sul de 1984
Resultados do Grande Prêmio da África do Sul de Fórmula 1 realizado em Kyalami em 7 de abril de 1984. Segunda etapa do campeonato, foi vencido pelo austríaco Niki Lauda, que subiu ao pódio junto a Alain Prost numa dobradinha da McLaren-TAG/Porsche, com Derek Warwick em terceiro pela Renault.

## Resumo
Piercarlo Ghinzani sofreu um acidente no treino de aquecimento na manhã de sábado ao perder o controle da Osella na curva Barbacue. O bólido capotou, partiu-se em dois e pegou fogo, mas o italiano sofreu apenas alguns cortes na cabeça, no rosto, inalou fumaça e teve queimaduras de terceiro grau na mão esquerda. Ato contínuo, foi internado no hospital de Joanesburgo e não participou da prova. Sem ele, os pilotos que largariam do 21º ao 26º lugar ascenderam uma posição e Thierry Boutsen, que não se classificou com o 27º tempo, alinhou em último lugar.
Primeiro ponto na carreira de Ayrton Senna, que cruzou em sexto lugar com a Toleman-Hart.

## Classificação

### Treinos oficiais
| Pos.    | N.º | Piloto             | Construtor          | Q1       | Q2       | Grid    |
| ------- | --- | ------------------ | ------------------- | -------- | -------- | ------- |
| 1       | 1   | Nelson Piquet      | Brabham-BMW         | 1:05.280 | 1:04.871 | —       |
| 2       | 6   | Keke Rosberg       | Williams-Honda      | 1:05.127 | 1:05.058 | + 0.187 |
| 3       | 12  | Nigel Mansell      | Lotus-Renault       | 1:05.792 | 1:05.125 | + 0.254 |
| 4       | 15  | Patrick Tambay     | Renault             | 1:05.588 | 1:05.339 | + 0.468 |
| 5       | 7   | Alain Prost        | McLaren-TAG/Porsche | 1:06.576 | 1:05.354 | + 0.483 |
| 6       | 2   | Teo Fabi           | Brabham-BMW         | 1:05.923 | 1:07.236 | + 1.052 |
| 7       | 11  | Elio de Angelis    | Lotus-Renault       | 1:06.305 | 1:05.953 | + 1.082 |
| 8       | 8   | Niki Lauda         | McLaren-TAG/Porsche | 1:06.238 | 1:06.043 | + 1.172 |
| 9       | 16  | Derek Warwick      | Renault             | 1:06.056 | 1:06.491 | + 1.185 |
| 10      | 27  | Michele Alboreto   | Ferrari             | 1:07.404 | 1:06.323 | + 1.452 |
| 11      | 5   | Jacques Laffite    | Williams-Honda      | 1:07.142 | 1:06.762 | + 1.891 |
| 12      | 14  | Manfred Winkelhock | ATS-BMW             | 1:06.974 | 1:07.417 | + 2.103 |
| 13      | 19  | Ayrton Senna       | Toleman-Hart        | 1:07.657 | 1:06.981 | + 2.110 |
| 14      | 26  | Andrea de Cesaris  | Ligier-Renault      | 1:09.132 | 1:07.245 | + 2.374 |
| 15      | 28  | René Arnoux        | Ferrari             | 1:07.514 | 1:07.345 | + 2.474 |
| 16      | 23  | Eddie Cheever      | Alfa Romeo          | 1:07.704 | 1:07.993 | + 2.833 |
| 17      | 25  | François Hesnault  | Ligier-Renault      | 1:09.909 | 1:07.787 | + 2.916 |
| 18      | 22  | Riccardo Patrese   | Alfa Romeo          | 1:08.399 | 1:08.042 | + 3.171 |
| 19      | 20  | Johnny Cecotto     | Toleman-Hart        | 1:09.892 | 1:08.298 | + 3.427 |
| 20      | 24  | Piercarlo Ghinzani | Osella-Alfa Romeo   | 1:10.829 | 1:09.609 | + 4.738 |
| 21      | 21  | Mauro Baldi        | Spirit-Hart         | 1:10.450 | 1:09.923 | + 5.052 |
| 22      | 10  | Jonathan Palmer    | RAM-Hart            | s/ tempo | 1:10.383 | + 5.512 |
| 23      | 9   | Philippe Alliot    | RAM-Hart            | s/ tempo | 1:10.619 | + 5.748 |
| 24      | 17  | Marc Surer         | Arrows-Ford         | 1:12.227 | 1:11.808 | + 6.937 |
| 25      | 4   | Stefan Bellof      | Tyrrell-Ford        | 1:12.322 | 1:12.022 | + 7.151 |
| 26      | 3   | Martin Brundle     | Tyrrell-Ford        | 1:12.233 | 1:12.453 | + 7.362 |
| 27      | 18  | Thierry Boutsen    | Arrows-Ford         | 1:12.326 | 1:12.274 | + 7.403 |
| Fontes: |     |                    |                     |          |          |         |

### Corrida
| Pos.    | Nº | Piloto             | Construtor          | Voltas                            | Tempo/Dif.                        | Grid                              | Pontos                            |                                   |
| ------- | -- | ------------------ | ------------------- | --------------------------------- | --------------------------------- | --------------------------------- | --------------------------------- | --------------------------------- |
| 1       | 8  | Niki Lauda         | McLaren-TAG/Porsche | 75                                | 1:29:23.430                       | 8                                 | 9                                 |                                   |
| 2       | 7  | Alain Prost        | McLaren-TAG/Porsche | 75                                | + 1:05.950                        | 5                                 | 6                                 |                                   |
| 3       | 16 | Derek Warwick      | Renault             | 74                                | + 1 volta                         | 9                                 | 4                                 |                                   |
| 4       | 22 | Riccardo Patrese   | Alfa Romeo          | 73                                | + 2 voltas                        | 18                                | 3                                 |                                   |
| 5       | 26 | Andrea de Cesaris  | Ligier-Renault      | 73                                | + 2 voltas                        | 14                                | 2                                 |                                   |
| 6       | 19 | Ayrton Senna       | Toleman-Hart        | 72                                | + 3 voltas                        | 13                                | 1                                 |                                   |
| 7       | 11 | Elio de Angelis    | Lotus-Renault       | 71                                | + 4 voltas                        | 7                                 |                                   |                                   |
| 8       | 21 | Mauro Baldi        | Spirit-Hart         | 71                                | + 4 voltas                        | 20                                |                                   |                                   |
| 9       | 17 | Marc Surer         | Arrows-Ford         | 71                                | + 4 voltas                        | 23                                |                                   |                                   |
| 10      | 25 | François Hesnault  | Ligier-Renault      | 71                                | + 4 voltas                        | 17                                |                                   |                                   |
| DSQ     | 3  | Martin Brundle     | Tyrrell-Ford        | 71                                | Desclassificado                   | 25                                | [ 8 ] [ nota 1 ]                  |                                   |
| 11      | 27 | Michele Alboreto   | Ferrari             | 70                                | Ignição                           | 10                                |                                   |                                   |
| 12      | 18 | Thierry Boutsen    | Arrows-Ford         | 70                                | + 5 voltas                        | 26                                |                                   |                                   |
| Ret     | 15 | Patrick Tambay     | Renault             | 66                                | Pane seca                         | 4                                 |                                   |                                   |
| DSQ     | 4  | Stefan Bellof      | Tyrrell-Ford        | 60                                | Desclassificado                   | 24                                | [ 8 ] [ nota 1 ]                  |                                   |
| Ret     | 5  | Jacques Laffite    | Williams-Honda      | 60                                | Transmissão                       | 11                                |                                   |                                   |
| Ret     | 14 | Manfred Winkelhock | ATS-BMW             | 53                                | Motor                             | 12                                |                                   |                                   |
| Ret     | 6  | Keke Rosberg       | Williams-Honda      | 51                                | Rodas                             | 2                                 |                                   |                                   |
| Ret     | 12 | Nigel Mansell      | Lotus-Renault       | 51                                | Turbo                             | 3                                 |                                   |                                   |
| Ret     | 28 | René Arnoux        | Ferrari             | 40                                | Injeção                           | 15                                |                                   |                                   |
| Ret     | 1  | Nelson Piquet      | Brabham-BMW         | 29                                | Turbo                             | 1                                 |                                   |                                   |
| Ret     | 20 | Johnny Cecotto     | Toleman-Hart        | 26                                | Pneus                             | 19                                |                                   |                                   |
| Ret     | 9  | Philippe Alliot    | RAM-Hart            | 24                                | Motor                             | 22                                |                                   |                                   |
| Ret     | 10 | Jonathan Palmer    | RAM-Hart            | 22                                | Câmbio                            | 21                                |                                   |                                   |
| Ret     | 2  | Teo Fabi           | Brabham-BMW         | 18                                | Turbo                             | 6                                 |                                   |                                   |
| Ret     | 23 | Eddie Cheever      | Alfa Romeo          | 4                                 | Radiador                          | 16                                |                                   |                                   |
| DNS     | 24 | Piercarlo Ghinzani | Osella-Alfa Romeo   | Acidente no treino de aquecimento | Acidente no treino de aquecimento | Acidente no treino de aquecimento | Acidente no treino de aquecimento | Acidente no treino de aquecimento |
| Fontes: |    |                    |                     |                                   |                                   |                                   |                                   |                                   |

## Tabela do campeonato após a corrida
| Pos.    | Piloto          | Pontos |
| ------- | --------------- | ------ |
| 1       | Alain Prost     | 15     |
| 2       | Niki Lauda      | 9      |
| 3       | Keke Rosberg    | 6      |
| 4       | Elio de Angelis | 4      |
| 5       | Derek Warwick   | 4      |
| Fontes: |                 |        |

| Pos.    | Construtor          | Pontos |
| ------- | ------------------- | ------ |
| 1       | McLaren-TAG/Porsche | 24     |
| 2       | Williams-Honda      | 6      |
| 3       | Renault             | 6      |
| 4       | Alfa Romeo          | 6      |
| 5       | Lotus-Renault       | 4      |
| Fontes: |                     |        |

- Nota: Somente as primeiras cinco posições estão listadas. Entre 1981 e 1990 cada piloto podia computar onze resultados válidos por temporada não havendo descartes no mundial de construtores.